# Friedrich Huwyler
Friedrich Huwyler (* 29. September 1942; † 4. Oktober 2009 am Grossen Mythen) war ein Schweizer Politiker (FDP).
Huwyler war Gemeinderat und von 1978 bis 1980 Gemeindepräsident von Schwyz. Der promovierte Jurist führte eine eigene Anwaltskanzlei. Von 1996 bis 2004 sass er als Justizdirektor während zweier Legislaturperioden im Schwyzer Regierungsrat. Von 2002 bis 2004 war er als Landammann Vorsteher der Regierung.
Bei einer Wanderung auf dem Mythenweg brach Huwyler am 4. Oktober 2009 tot zusammen. Trotz angeschlagener Gesundheit veröffentlichte er kurz vor seinem Tod einen Leitfaden für die Schwyzer Behörden und die politisch interessierte Bevölkerung.